# Jozef Dóczy
Jozef Dóczy (* 19. listopadu 1929, Nitra † 21. ledna 2013) byl slovenský herec.

## Filmografie
- 1958: V hodine dvanástej
- 1959: Pán a hvezdár
- 1960: Skalní v ofsajde (lékař)
- 1961: Most na tú stranu (řidič)
- 1961: My z IX. A.
- 1962: Výlet po Dunaji (Hraško)
- 1963: Výhybka (Karásek)
- 1964: Pre mňa nehrá blues (Szende)
- 1966: Tango pre medveďa (lovec)
- 1967: Volanie démonov
- 1975: Sebechlebskí hudci (strážnik)
- 1976: Milosrdný čas (fotograf)
- 1976: Stratená dolina (prodavač na trhu)
- 1980: Demokrati (Brigantík)
- 1982: Kočka (muž v stavebninách)
- 1983: Zrelá mladosť (župan)
- 1987: Válka volů (vojvodca Heinrich)
- 1987: Začiatok sezóny (Vendel)
- 1990: Šípková Ruženka
- 1996: Suzanne (muž se psem)
- 1998: Rivers of Babylon